# Bön för Tjernobyl
Bön för Tjernobyl : krönika över framtiden (även Bön för Tjernobyl : en framtidskrönika) är en dokumentärroman av den belarusiska, ryskspråkiga författaren Svetlana Aleksijevitj som gavs ut för första gången i svensk översättning av Hans Björkegren 1997 samt i en ny och utökad utgåva 2013. Aleksijevitj reste under tre år omkring i området runt Tjernobyl och intervjuade människor om bland annat Tjernobylolyckan. Boken ingår i författarens livsverk Utopins röster - Historien om den röda människan.